# Salvia roborowskii
Salvia roborowskii là một loài thực vật có hoa trong họ Hoa môi. Loài này được Maxim. miêu tả khoa học đầu tiên năm 1881.